# Royal charter
Royal Charter (carta reial) és un decret expedit per un monarca britànic per a legitmar un cos incorporat, tal com una ciutat, una companyia o una universitat. A l'edat mitjana les cartes reials eren l'única manera de fundar una ciutat.
Entre les més de 400 organitzacions amb Carta Reial es troben:
- ciutats
- la BBC
- teatres com la Royal Opera House, el Royal Theatre i Drury Lane;
- les companyies Livery
- les universitats més antigues del Regne Unit
- institucions professionals i caritatives